# Labre & Lamaudière
Labre & Lamaudière is een historisch Frans bedrijf dat al in 1896 ontstond en voor die tijd mooie motorfietsen maakte.
Ze hadden een 65 cc blok en riemaandrijving. De cilinder helde achterover en verving een deel van de achterste framebuis. Dat was een constructie die later door verschillende Amerikaanse merken werd toegepast.